# Diastatomma bicolor
Diastatomma bicolor är en trollsländeart som beskrevs av Selys 1869. Diastatomma bicolor ingår i släktet Diastatomma och familjen flodtrollsländor. IUCN kategoriserar arten globalt som livskraftig. Inga underarter finns listade i Catalogue of Life.